# ليو كيلي (لاعب كرة قاعدة)
ليو كيلي (بالإنجليزية: Leo Kiely) هو لاعب كرة قاعدة أمريكي، ولد في 30 نوفمبر 1929 في هوبوكين في الولايات المتحدة، وتوفي في 18 يناير 1984 في مونتكلير ‏ في الولايات المتحدة بسبب سرطان.

## وصلات خارجية
- ليو كيلي على موقع الدوري الياباني لكرة القاعدة (الإنجليزية)
- ليو كيلي على موقعبيزبول رفرنس.كوم (الدوري الرئيسي) (الإنجليزية)
- ليو كيلي على موقع جمعية أبحاث البيسبول الأمريكية (الإنجليزية)
- ليو كيلي على موقع إي إس بي إن.كوم (أم.أل.بي) (الإنجليزية)
- ليو كيلي على موقع مشجعي الرسوم البيانية (الإنجليزية)
- ليو كيلي على موقع إن إن دي بي (الإنجليزية)